# Ромео Монтеккі
Ромео Монтеккі (італ. Romeo Montecchi) — головний герой трагедії Вільяма Шекспіра «Ромео і Джульєтта». Ім'я Ромео в культурі стало символом закоханого юнака. На момент смерті Ромео було 16-17 років.

## Витоки образу
Витоки образів двох нещасних коханців з'являються ще у Овідія, в його історії про Пірама і Тісбу.
Імена ж Ромео і Джульєтти вперше використовуються в п'єсі Луїджі да Порто «Історія двох шляхетних коханців» (приблизно, 1524 рік), причому дія відбувається саме в місті Вероні. Після цього сюжет став популярний у італійських письменників епохи Ренесансу, зокрема, Маттео Банделло в 1554 році написав новелу, що послужила в 1562 року підвалинами поеми «Ромео і Джульєтта» Артура Брука. А ця поема вже була одним з джерел для трагедії Шекспіра.

## Історія
Ромео вперше з'являється в п'єсі в першій сцені першого акту, незабаром після короткої битви між слугами Монтеккі і Капулетті на вулиці Верони. Він сумирно закоханий в красуню Розалін, і тому постійно обтяжений сумними думками. Його двоюрідний брат Бенволіо і друг Меркуціо, бажаючи відвернути його від любовних дум, умовляють його пробратися на бал в будинку Капулетті, приховавши свої особистості за масками. Тібальт, племінник пана Капулетті, впізнає Ромео, але господар будинку зупиняє сварку. Ромео встигає побачити дочку господаря Джульєтту і закохується в неї з першого погляду. Вона теж відчуває потяг до незнайомого їй юнака. Вони цілуються, а потім дізнаються, що їх сім'ї — смертельні вороги.
Вночі Ромео приходить до балкону Джульєтти і чує як вона вголос про нього мріє. Він також зізнається їй у коханні. Під покровом ночі молоді люди дають один одному клятву любові і вірності.
Ромео просить знайомого священника, Лоренцо, таємно повінчати їх з Джульєттою. Через годувальницю Джульєтти закохані домовляються про таємну церемонію.
На наступний день Тібальт зустрічає Ромео і Меркуціо, і починає задирати юного Монтеккі, який не може відповісти і образити кузена своєї дружини. Меркуціо, роздратований цим, сам відповідає Тібальту. Сварка переходить в бій на шпагах. Ромео намагається розняти ворогуючих, але Тібальт завдає смертельного поранення Меркуціо. Ромео в люті кидається за Тібальтом, щоб помститися за друга. Після погоні і сутички, він вбиває Тібальта. Герцог Верони, що раніше обіцяв смерть того, хто стане винуватцем кровопролиття між сім'ями Монтеккі і Капулетті, засмучений смертю свого родича Меркуціо і виганяє Ромео з Верони. Лоренцо радить юнакові тимчасово сховатися в сусідньому місті Мантуї.
Поки Ромео знаходиться поза Вероною, батьки Джульєтти готують її весілля з Парісом, родичем герцога. Дівчина в розпачі просить допомоги у ченця Лоренцо, який дає дівчині зілля, що занурить дівчину в сон, подібний смерті, на дві доби. У той же час Лоренцо відправляє у Мантую до Ромео звістку з поясненнями про уявну смерть коханої юнака, але посланнику не вдається доставити лист через чуму.
Ромео, у нестямі від горя через смерть коханої, приходить до склепу Капулетті, де зустрічає Паріса, якого вбиває. Після цього він кінчає життя самогубством над тілом сплячою Джульєтти, прийнявши отруту. Джульєтта, прокинувшись і побачивши мертвого коханого, заколює себе кинджалом. Глави сімейств Монтеккі і Капулетті забувають про криваву ворожнечу над тілами своїх дітей.

## Виконавці ролі

### Вистави
Серед популярних виконавців ролі Ромео в театрі:
- Девід Гаррік (1750)
- Чарльз Кембл (англ.) (1805)
- Вільям Чарльз Макріді (1810)
- Едмунд Кін (1817)
- Генрі Ірвінг (1882)
- Олександр Моїссі (1907)
- Джон Гилгуд (1929)
- Джон Гилгуд і Лоуренс Олів'є (1935, по черзі ролі Ромео і Меркуціо)
- Лоуренс Олів'є (1940)

### Фільми
- «Ромео і Джульєтта» (1968) — Леонард Уайтінг
- «Ромео + Джульєтта» (1996) — Леонардо Ді Капріо
- «Ромео і Джульєтта» (2013) — Дуглас Бут

## Будинок Ромео
Особняк XIV століття у Вероні, шанований туристами як будинок героя п'єси Шекспіра Ромео, в дійсності належав сімейству Ногароле.